# Битка код Ајакуча
Битка код Ајакуча одиграла се у последњој фази рата за независност Перуа. Историчари сматрају да је исход ове битке довео до независности Перуа и да је осигурао независност Латинске Америке.
Једина територија у Перуу коју су Шпанци држали био је опкољени град Ајакучо. Дана 9. децембра 1824. године десила се битка код Ајакуча или битка код ла Квануе (по месту Пампа де ла Куние неколико километара од Ајакуча). Битка која је вођена између ројалиста и националиста (републиканаца) омогућила је независност Перуа. Републиканске снаге предводио је Антонио Хосе де Сукре, пуковник Симона Боливара. Ова армија националиста поразила је колонијални режим. Након битке вицекраљ Хосе де ла Серна потписао је капитулацију. Шпанци су пристали да напусте Перу.
Перуанска армија прославља дан ове битке као свој празник.